# Gesjön
Gesjön är en sjö i Malung-Sälens kommun i Dalarna och ingår i Dalälvens huvudavrinningsområde. Sjön har en area på 0,0886 kvadratkilometer och ligger 471,3 meter över havet. Vid provfiske har abborre, gädda och mört fångats i sjön.

## Delavrinningsområde
Gesjön ingår i det delavrinningsområde (677121-134976) som SMHI kallar för Ovan Blästbäcken. Medelhöjden är 482 meter över havet och ytan är 12,69 kvadratkilometer. Räknas de 3 avrinningsområdena uppströms in blir den ackumulerade arean 45,82 kvadratkilometer. Kinnvallen som avvattnar avrinningsområdet har biflödesordning 4, vilket innebär att vattnet flödar genom totalt 4 vattendrag innan det når havet efter 447 kilometer. Avrinningsområdet består mestadels av skog (45 procent) och sankmarker (41 procent). Avrinningsområdet har 0,12 kvadratkilometer vattenytor vilket ger det en sjöprocent på 0,9 procent.